# اشلی نیکولز
اشلی نیکولز (انگلیسی: Ashley Nicholls؛ زادهٔ ۳۰ اکتبر ۱۹۸۱) بازیکن فوتبال اهل بریتانیا است.
از باشگاه‌هایی که در آن بازی کرده‌است می‌توان به باشگاه فوتبال میدنهد یونایتد، باشگاه فوتبال کمبریج یونایتد، باشگاه فوتبال کانوی ایسلند، باشگاه فوتبال دارلینگتون، باشگاه فوتبال نیوپورت کانتی، باشگاه فوتبال ایستلی، باشگاه فوتبال ایپسویچ تاون، باشگاه فوتبال بیشاپس استورتفورد، باشگاه فوتبال بوستون یونایتد، باشگاه فوتبال بروملی، و باشگاه فوتبال گرایس اتلتیک اشاره کرد.